# Orlando Ramírez
Orlando Aliro Ramírez Vera (Santiago de Xile, 7 de maig de 1943 - Santiago de Xile, 26 de juliol de 2018) fou un futbolista xilè.

## Selecció de Xile
Va formar part de l'equip xilè a la Copa del Món de 1966.